# Tatort: Das Verlangen
Das Verlangen ist ein Fernsehfilm aus der Krimireihe Tatort. Der vom Bayerischen Rundfunk produzierte Beitrag  soll 2025 im SRF, im ORF und im Ersten ausgestrahlt werden. Das Münchner Ermittlerduo Batic und Leitmayr ermittelt in seinem 97. Fall.

## Handlung
Bei der Aufführung von Tschechows Stück Die Möwe in einem Münchner Theater kollabiert die aufstrebende Schauspielerin Nora Nielsen auf der Bühne und stirbt. Die Kommissare Batic, Leitmayr und Hammermann ermitteln hinter den Kulissen, zwischen Eifersucht, Affären und Besetzungsdramen. Bald stößt das Team auch auf ein dunkles Geheimnis aus der jüngeren Vergangenheit, das neue Spuransätze bietet.

## Hintergrund
Der Film wurde vom 5. August 2024 bis zum 3. September 2024 in München gedreht. Die Premiere soll am 26. August 2025 auf dem Festival des deutschen Films in Ludwigshafen am Rhein erfolgen.

## Auszeichnungen
Der Film wurde für den Rheingold Publikumspreis 2025 auf dem Festival des deutschen Films in Ludwigshafen am Rhein nominiert.